# 헬륨섬광
헬륨섬광(영어: Helium flash)은 약 0.5 M☉ 이상에서 2.25 M☉ 미만의 질량을 가지는 별의 핵이나 강착 중인 백색왜성의 표면에서 일어나는 헬륨융합의 폭주이다. 헬륨섬광은 헬륨이 열압력보다 양자역학적 압력이 중력에 의한 붕괴를 저지하고 있는 상태인 축퇴상태일 때 발생한다. 따라서 융합 중인 물질의 온도의 증가는 별을 팽창시켜 냉각시키는 역할을 할 수 없고, 융합 속도에 대한 규칙성이 없다. 매우 높은 밀도 또한 융합 속도를 증가시킨다. 이어서 폭발적인 핵반응은 우리은하 전체와 맞먹을 만한 에너지를 단 수 초만에 방출한다. 일반적으로 질량이 작은 별의 경우에서, 그 에너지는 별에 의해 흡수되어 외부에서는 보이지 않는다. 그 과정은 물질이 가열되어 열압력이 우세해지는 시점에 끝나며, 별은 팽창하여 냉각된다. 헬륨섬광은 관측으로 감지할 수 없기 때문에 천체물리학적 모형에 의해 기술된다.

## 헬륨핵 섬광

질량이 작은 별의 중심핵에서의 헬륨융합.

항성 진화의 적색거성 단계 동안, 수소연소는 중심핵에서 수소가 소진됨으로써 헬륨풍부핵을 남긴채 중단된다. 수소연소는 별의 껍질에서 계속되며, 중심핵 쪽으로 헬륨 폐기물을 지속적으로 만든다. 헬륨연소는 중심핵의 밀도와 온도가 증가함으로써 별의 질량에 따라 가능성과 양상이 나뉜다. 2.25 M☉보다 큰 별에 대해서는, 중심핵의 온도가 ≈1×108 K에 이를 때 핵의 과한 수축을 막는데 충분한 에너지의 헬륨연소가 시작된다. 유체 정역학적 평형은 헬륨융합에 의한 열이 핵을 팽창시켜 헬륨연소를 줄이고 냉각시킴으로써 규칙적인 융합이 지속 가능하고 안정적인 과정을 유지할 때 일어난다.
2.25 M☉보다 작은 별에 대해서, 온도는 규칙적인 방식의 헬륨연소를 하는데 필요한 수준에 이르지 못한다. 여기서 열압력은 더 이상 중력에 대응하는데 충분치 못하다. 이는 별의 수축과 온도 증가의 시작을 야기한다. 중력에 의해 계속 수축함으로써, 결국 중심핵은 백색왜성에서와 같이 축퇴물질이 되는데 충분할 만큼 압축된다. 이로 인한 축퇴압은 최종적으로 중심 물질 대부분의 과한 붕괴를 멈추게 만든다. 중심핵의 나머지 부분은 계속 수축하여 온도가 증가하는데, 특정 온도(≈1×108 K)에 이르면 헬륨이 융합될 수 있는데, 그래서 헬륨이 점화된다.
헬륨섬광의 폭발적인 특징은 헬륨연소가 축퇴물질에서 발생했기 때문이다. 온도가 일단 1억~2억 K에 이르고 헬륨융합이 삼중 알파과정을 통해 시작되면, 온도가 급격하게 증가하여 헬륨융합 속도가 크게 증가한다. 이는 축퇴물질이 좋은 열전도체로, 반응 영역이 확장되기 때문이다.
그러나, 축퇴압(순수하게 밀도의 함수)이 열압력(밀도와 온도의 곱에 비례)보다 압도적이기 때문에 총압력은 온도에 덜 의존한다. 따라서, 온도의 극단적인 증가는 압력의 미미한 증가만을 야기할 뿐이다. 그래서 중심핵의 안정적인 냉각 팽창은 일어나지 않는다.
이러한 폭주 반응은 온도 증가로 인한 열압력이 다시 우세하여 축퇴상태에서 벗어나게 될 시점까지 별의 (수 초 정도의 작은 시간에 대한)일반적인 에너지 생산량의 약 1,000억 배까지 급격히 상승한다. 그러면 중심핵은 팽창하여 냉각되고 헬륨의 안정적인 연소가 계속될 것이다.
약 2.25 M☉보다 훨씬 큰 질량의 별들은 중심핵이 축퇴되기 전에 헬륨연소가 시작된다. 그래서 이러한 유형의 헬륨섬광이 나타나지 않는다. 매우 작은 질량의 (약 0.5 M☉보다 작은)별에서는 중심핵이 헬륨을 점화할 만큼 충분히 뜨겁지 못하다. 축퇴된 헬륨핵은 계속 수축할 것이고, 최종적으로 헬륨 백색왜성이 된다.
헬륨섬광은 전자기 복사를 통한 표면에서 직접적으로 관측할 수 없다. 섬광은 별의 안쪽 깊은 곳 중심핵에서 발생하는데, 이로 인한 순효과는 방출된 모든 에너지가 중심핵 전체에 의해 흡수되어 중심핵이 축퇴상태를 벗어나게 되는 것일 것이다. 옛날의 계산은 방해없는 질량손실이 이러한 경우에서 가능할 수 있음을 보여주었지만, 나중의 항성 모형에서는 중성미자 에너지 손실을 고려함으로써 그러한 질량손실은 없음을 보여주었다.

### 쌍성계의 백색왜성에서의 헬륨섬광
쌍성계에서 짝별의 수소가스가 백색왜성으로 강착될 때, 수좁은 범위의 강착률로 수소는 헬륨으로 융합될 수 있다. 그러나 대부분의 계는 축퇴된 백색왜성 위에 수소층이 발달한다. 근처 별의 표면에서 온 수소는 백색왜성의 표면에 쌓여서 껍질을 형성한다. 수소의 질량이 충분히 크면 폭주 반응으로 신성을 일으킨다. 수소가 표면에서 융합되는 소수의 쌍성계에서 헬륨이 쌓이면 불안정한 헬륨섬광이 점화될 수 있다. 특정한 쌍성계에서는 짝별이 수소를 대부분 잃어서 나타난 헬륨풍부 물질이 밀집성이 되었을 지도 모른다. 유사한 섬광이 중성자성에서 발생하기도 한다.

## 헬륨껍질 섬광
헬륨껍질 섬광은 헬륨핵 섬광과 어느정도 유사하지만 훨씬 덜 격변적이고, 축퇴물질 없이 발생하는 비폭주 헬륨 핵융합 반응이다. 이는 점근거성가지 별의 중심핵 바깥 껍질에서 주기적으로 발생한다. 점근거성가지는 별의 일생에서 거성 단계 말기에 있는 별이다. 이러한 별은 중심에서 대부분의 헬륨을 연소하여 탄소와 산소로만 구성된 핵을 가지고 있다. 헬륨융합은 중심핵 근처의 얇은 껍질에서 계속되지만, 헬륨이 고갈되면 멈춘다. 이는 헬륨껍질의 위에 있던 껍질에서 수소융합의 시작으로 이어진다. 추가적인 헬륨이 충분히 축적되면, 헬륨융합이 다시 재점화되어 열맥동을 일으킨다. 결과로 열맥동은 일시적인 별의 팽창과 밝기(광도의 맥동은 헬륨융합이 재시작되어 방출된 에너지가 표면에 이르는데 수 년 정도 걸려 지체된다) 증가를 야기한다. 이러한 맥동은 수백 년간 지속되고, 10,000~100,000년간 주기적으로 일어날 것으로 추정되고 있다. 섬광 후에, 헬륨융합은 헬륨껍질의 고갈으로 인한 주기의 약 40% 동안 기하급수적인 쇠퇴율에서도 지속된다. 열맥동은 가스와 먼지로 구성된 별 주위 껍질을 형성한다.

## 같이 보기
- 탄소 폭발